# Lenartovce
Lenartovce (węg. Sajólénártfalva lub Lénártfalva) – wieś (obec) na Słowacji położona w kraju bańskobystrzyckim, w powiecie Rymawska Sobota. Leży nad rzeką Slaná (Sajó). (Pierwsze wzmianki o miejscowości pochodzą z roku 1364. 
Według danych z dnia 31 grudnia 2012, wieś zamieszkiwały 552 osoby, w tym 269 kobiet i 283 mężczyzn.
W 2001 roku rozkład populacji względem narodowości i przynależności etnicznej wyglądał następująco:
- Słowacy – 3,48%
- Czesi – 0,18%
- Romowie – 14,84%
- Węgrzy – 78,02%

Ze względu na wyznawaną religię struktura mieszkańców kształtowała się w 2001 roku następująco:
- Katolicy rzymscy – 60,44%
- Grekokatolicy – 0,18%
- Ewangelicy – 0,18%
- Ateiści – 0,18%
- Przedstawiciele innych wyznań – 1,28%
- Nie podano – 2,38%